# Thilda Fuller
Thilda Fuller est un mannequin français, tahitienne, née à Paris le 31 mai 1955 de parents polynésiens. Elle a été élue Miss Tahiti 1979, puis Miss France 1980, avant de se retirer après trois jours de règne pour des raisons personnelles. La couronne revient alors à sa 1re dauphine Patricia Barzyk, Miss Jura. Elle est la 50e Miss France.
Thilda Fuller est métisse, avec des origines françaises, chinoises, anglaises et espagnoles.

## Miss France

### Élection
L'élection de Miss France 1980 a lieu à l'Hôtel Sheraton, en décembre 1979 à Paris.
Thilda Fuller est élue Miss France. Elle est la deuxième Miss Tahiti élue Miss France 6 ans après Edna Tepava, Miss France 1974.

### Retrait
Trois jours après son sacre, Thilda Fuller se retire et le titre de Miss France revient à sa première dauphine Patricia Barzyk. En effet, elle ne se voyait pas rester en métropole pendant un an. Le comité lui décerne donc le titre spécial de Miss France d'Outre-Mer.
Le 8 juillet 1980, Thilda Fuller participe au concours Miss Univers, à Séoul (Corée du Sud), sous l'écharpe de Miss Tahiti, tandis que Brigitte Choquet (Miss Roussillon 1979) représente la France. Thilda Fuller sera finaliste (classée dans le Top 12) tandis que Brigitte Choquet ne sera pas classée.

## Carrière
Thilda Fuller fait carrière dans l'enseignement (elle a été institutrice puis directrice d'école maternelle). Elle mène une carrière politique, en étant élue à l'Assemblée de Polynésie française.